# Ebino
Ebino (えびの市?) è una città giapponese della prefettura di Miyazaki.